# 2010: Moby Dick
2010: Moby Dick è un film del 2010 diretto da Trey Stockes.
Pellicola statunitense prodotta da The Asylum, tratta dal romanzo Moby Dick di Herman Melville.

## Trama
Michelle Herman è un ragazzo appassionato che desidera partecipare alla caccia alle balene. Il capitano Achab non si è mai più ripreso da un incidente di qualche anno fa, quando una gigantesca balena bianca gli ha tranciato la gamba. Ora è un uomo devastato, quasi folle. Ha un figlio piccolo, e una moglie che lo tratta amorevolmente. Comunque, il capitano deve catturare il mostro. Così, dopo che tutti si sono arruolati nella baleniera Pequod, compresi Michelle e Queequeg, un cannibale vegetariano, Achab saluta la famiglia e riprende il controllo della nave come capitano.
Una notte, Michelle decide di andare a conoscere il capitano, e lo incontra. Un vecchio marinaio barbuto con una gamba di legno, intarsiata con l'osso di una mascella di capodoglio, e dotato di una voce tonante. Michelle si fa conoscere e ritorna a dormire.
L'indomani, il capitano promette a chi avvistera' per primo il mostro marino, quello che gli ha strappato la gamba, un doblone da dieci dollari. La descrizione del mostro è familiare ai marinai.
Dopo giorni di ricerca a caccia delle balene, finalmente appare un enorme capodoglio bianco, lo stesso della descrizione di Achab, lo stesso che gli strappò la gamba 40 anni prima. Starbuck si rende conto che quella balena è veramente difficile da uccidere. Dopo molti giorni di caccia, la balena viene catturata da Achab, ma dopo un po' riesce a liberarsi.
Michelle vuole rinunciare, ma Achab, ignaro di tutto, della forza della balena, dell'aiuto della nave Rachele per ritrovare il figlio perduto del capitano Gardiner, lo butta in acqua. La barca viene distrutta, mentre Achab muore annegato a causa della balena con un piede infilato nella corda di una delle fiocine. Michelle sopravvive, e viene salvato dalla Rachele.